# 12782 Mauersberger
12782 Mauersberger è un asteroide della fascia principale. Scoperto nel 1995, presenta un'orbita caratterizzata da un semiasse maggiore pari a 3,1467148 UA e da un'eccentricità di 0,1297583, inclinata di 6,54605° rispetto all'eclittica.